# Zlín (distrito)

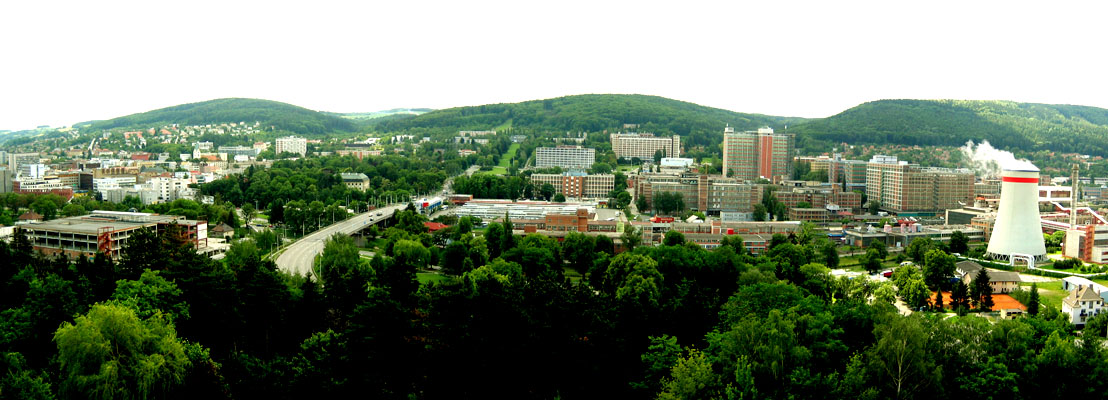
Zlín.

Zlín é um distrito da República Checa na região de Zlín, com uma área de 1 034 km² com uma população de 193 019 habitantes (2007) e com uma densidade populacional de 187 hab/km².